# Cheiracanthium minshullae
Cheiracanthium minshullae là một loài nhện trong họ Miturgidae.
Loài này thuộc chi Cheiracanthium. Cheiracanthium minshullae được miêu tả năm 2007 bởi Lotz.